# Diploptera punctata
Diploptera punctata (лат.) — вид крупных тропических тараканов из семейства Blaberidae. Тараканы этого вида напоминают жуков с затвердевшими надкрыльями и крестообразно сложенными задними крыльями. Это один из немногих живородящих видов тараканов. Взрослые особи химически защищены, имеют модифицированную трахейную железу и дыхальца с каждой стороны, выделяющие хиноны, которые могут отравить или отпугнуть хищника.

## Этапы онтогенеза
Diploptera puntatata имеет 4 бескрылых стадии нимфы. Взрослая особь крылатая, взрослый самец мельче самки.

## Распространение
Diploptera punctata встречается в Австралии, Мьянме, Китае, Фиджи, на Гавайях и в Индии.

## Молоко
Diploptera punctata производит питательно плотное кристаллическое «молоко», чтобы кормить своих живорожденных детенышей. 
Молоко Diploptera punctata состоит из водорастворимых белков и обеспечивает развивающийся эмбрион незаменимыми аминокислотами, такими как лизин, лейцин и валин.